# Alastair Sim

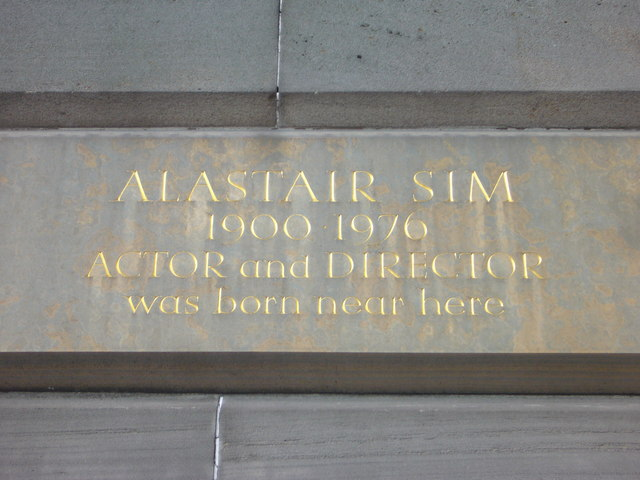
Gedenkplakette nahe Sims Geburtsort in Edinburgh.

Alastair Sim CBE (* 9. Oktober 1900 in Edinburgh, Schottland; † 19. August 1976 in London, England) war ein britischer Film- und Theaterschauspieler, der über Jahrzehnte zu Großbritanniens beliebtesten Charakterdarstellern gehörte.

## Leben
Alastair Sim wurde als jüngstes Kind des Friedensrichters und Schneiders Alexander Sim und seiner Frau Isabella in Edinburgh geboren. Gegen Ende des Ersten Weltkrieges absolvierte er einen kurzzeitigen Militärdienst, war jedoch nicht im Kriegseinsatz. Nach Ende seines Armeedienstes gab er seine ursprünglichen Pläne, an der University of Edinburgh Chemie zu studieren, gegen den Willen seiner Familie auf. Sim wollte eigentlich schon zu diesem Zeitpunkt professioneller Schauspieler werden, allerdings sollte es noch ein Jahrzehnt dauern: Nach verschiedenen kleineren Arbeiten in den Highlands arbeitete Sim während der 1920er-Jahre als Rhetorik- und Sprachlehrer, unter anderem auch an der University of Edinburgh. Schon früh erhielt er mehrere Preise für seine exzellenten Rezitationen von Gedichten. Neben dieser Arbeit führte Sim ein kleines Kindertheater, wo der Schriftsteller John Drinkwater ihn entdeckte und ihm einen Auftritt in einer 1930er-Theateraufführung von Othello in London besorgte. Später sollte er allerdings noch einmal zur University of Edinburgh zurückkehren, als Rektor der University of Edinburgh zwischen 1948 und 1951.
Nach seinem Auftritt in Othello blieb Sim in London am Theater und spielte vor allem in Stücken von William Shakespeare, aber auch Stücken von George Bernhard Shaw oder John Drinkwater. Mit seinem markanten Aussehen konnte er nicht als klassischer Leading Man, sondern nur als Charakterdarsteller auftreten und wurde schnell zu einem beliebten und angesehenen Schauspieler am West End. Für viele Jahre war er ein Mitglied des Old Vic Theatre. Sim hatte von 1939 bis zu dessen Tod 1951 eine enge Freundschaft und Partnerschaft mit dem schottischen Autoren James Bridie, in dessen Stücken er regelmäßig auftrat. In seinen Rollen deckte Sim ein weites Spektrum ab, vom Schurken wie als Captain Hook bis zum komischen Kauz.
1935 absolvierte Alastair Sim sein Filmdebüt als eher einfältiger Polizeisergeant in einer Nebenrolle im Kriminalfilm The Riverside Murder (1935). Es dauerte bis Mitte der 1940er-Jahre, dass Sim auch im Film Hauptrollen bekommen konnte. 1951 erhielt er etwa für seine sehr eindringliche Darstellung des Ebenezer Scrooge in der gleichnamigen Verfilmung von Charles Dickens Roman A Christmas Carol hervorragende Kritiken. Ein Jahr zuvor spielte er in The Happiest Days of Your Life, mit Margaret Rutherford an der Seite, den Schuldirektor einer Jungenschule, die zusätzlich eine evakuierte Mädchenschule aufnehmen muss. Ebenfalls 1950 spielte er unter Alfred Hitchcock in Stage Fright einen Kommodore. Hitchcock stufte ihn allerdings später als Fehlbesetzung für diese Rolle ein. Im gleichen Jahr wie Scrooge spielte Sim, an der Seite von Hugh Griffith, in Laughter in Paradise einen von vier Erben, die erst zu ihrem Glück gezwungen werden müssen. Eine eigentlich für ihn geschriebene Rolle, die Sim ablehnte, war der verrückte Gauner Professor Marcus in Ladykillers (1955). Alec Guinness übernahm stattdessen die Rolle und legte sie als Hommage an Sim an.
Nachdem Sim in den 1950er-Jahren vor allem in Filmen zu sehen war, kehrte er in den 1960er-Jahren wieder zunehmend zum Theater zurück. Auch im Fernsehen trat er immer wieder auf, etwa zwischen 1967 und 1971 in der Fernsehserie Uncommon Law. In der Rolle des Lord Harrogate war er 1976 in der Walt-Disney-Pictures-Produktion Die kleinen Pferdediebe (Escape From the Dark/The Littlest Horsethieves) letztmals auf der Leinwand zu sehen. Von 1932 bis zu seinem Tod war er mit Naomi Plaskit verheiratet, einer seiner Schauspielschülerinnen aus Edinburgher Zeiten. Eine enge Freundschaft hegte er auch mit dem Schauspieler George Cole, der sogar zeitweise bei ihm wohnte. 1976 verstarb Alastair Sim mit 75 Jahren an Lungenkrebs.

## Filmografie (Auswahl)
- 1935: The Riverside Murder
- 1938: Alf's Button Afloat
- 1939: Inspector Hornleigh
- 1941: Cottage to Let
- 1942: Let the People Sing
- 1945: Waterloo Road
- 1946: Achtung: Grün! (Green for Danger)
- 1946: Die kleinen Detektive (Hue and Cry)
- 1950: Die rote Lola (Stage Fright)
- 1950: Das doppelte College (The Happiest Days of Your Life)
- 1951: Wer zuletzt lacht… (Laughter in Paradise)
- 1951: Eine Weihnachtsgeschichte (Scrooge)
- 1954: Die Schönen von St. Trinians (The Belles of St. Trinian's)
- 1954: Ein Inspektor kommt (An Inspector Calls)
- 1955: Geordie
- 1956: Der grüne Mann (The Green Man)
- 1957: Blue Murder at St. Trinian's
- 1958: Arzt am Scheideweg (The Doctor's Dilemma)
- 1960: School for Scoundrels
- 1960: Die Millionärin (The Millionairess)
- 1967–1971: Misleading Cases (Fernsehserie, 19 Folgen)
- 1971: A Christmas Carol (Fernsehfilm, Sprechrolle)
- 1972: The Ruling Class
- 1975: Royal Flash
- 1976: Die kleinen Pferdediebe (Escape From the Dark, Alternativtitel The Littlest Horsethieves)#
- 1976: Rogue Male (Fernsehfilm)